# لويس إدواردو رودريغيز
لويس إدواردو رودريغيز (بالإسبانية: Luis Eduardo Rodríguez)‏ (14 سبتمبر 1991 بسالتيو في المكسيك - ) هو لاعب كرة قدم مكسيكي في مركز الوسط.

## وصلات خارجية
- لويس إدواردو رودريغيز على موقع Soccerway.com (الإنجليزية)